# 영주 괴헌고택
영주 괴헌고택(榮州 槐軒古宅)은 대한민국 경상북도 영주시 이산면 두월리에 있으며 조선 후기에 지어진, 연안 김씨 가문의 살림집이다.
1985년 12월 30일 경상북도의 민속문화재 제65호 괴헌고택으로 지정되었다가, 2009년 10월 30일 대한민국의 국가민속문화재 제262호로 승격되었다.
2019년 12월 24일 영주댐 건설로 인해 국가민속문화재 제262호 영주 괴헌 고택이 이건(보수)중임에 따라 이전 부지를 보존‧관리하고 기존 배치계획에 따라 승인된 역사문화환경을 보호하기 위하여 영주시 평은면 금광리로 지정구역을 조정하였다.

## 개요
영주 괴헌고택(榮州 槐軒古宅)은 입향조의 8대손이 1779년에 외풍을 막아주고 낙엽 등이 모인다 하여 잘 산다는 의미를 갖고 있는 '소쿠리형'(또는 삼태기형) 명형국지(名形局地)의 한 가운데 지은 집으로 옛 모습이 비교적 잘 남아 있다. 사당·사랑채·안채가 유교사상에 입각한 위계질서에 따라 각기의 고유영역을 이루며 배치되고 구조양식도 이 위계에 따라 격조를 조금씩 달리하고 있으며, 쪽마루·수납공간·환기 창·고창 등이 발달한 특징을 잘 보여주고 있다.

## 국가민속문화재 승격 사유
특히, 제작 년대 미상의 오래된 성주단지가 온전하게 보존·전승되고 있으며 큰 사랑방과 안방의 다락에 지혜롭게 위장해 둔 은밀한 비밀 피신처는 일제강점기 등의 시대상을 읽게 하는 흔치 않은 실례로 민속학적·건축학적 가치 등 문화재적 가치가 충분하여 국가지정문화재(중요민속자료)로 지정되었다.